# Histopona
Histopona es un género de arañas araneomorfas pertenecientes a la familia Agelenidae. Se encuentra en Europa.

## Especies
Según The World Spider Catalog 12.0:
- Histopona bidens (Absolon & Kratochvíl, 1933)
- Histopona conveniens (Kulczynski, 1914)
- Histopona dubia (Absolon & Kratochvíl, 1933)
- Histopona egonpretneri Deeleman-Reinhold, 1983
- Histopona hauseri (Brignoli, 1972)
- Histopona isolata Deeleman-Reinhold, 1983
- Histopona italica Brignoli, 1977
- Histopona krivosijana (Kratochvíl, 1935)
- Histopona laeta (Kulczynski, 1897)
- Histopona luxurians (Kulczynski, 1897)
- Histopona myops (Simon, 1885)
- Histopona palaeolithica (Brignoli, 1971)
- Histopona sinuata (Kulczynski, 1897)
- Histopona strinatii (Brignoli, 1976)
- Histopona thaleri Gasparo, 2005
- Histopona torpida (C. L. Koch, 1837)
- Histopona tranteevi Deltshev, 1978
- Histopona vignai Brignoli, 1980
- †Histopona anthracina Bertkau, 1878